# Fran Guerra
Francisco Javier Guerra Trujillo, detto Fran (Las Palmas de Gran Canaria, 23 dicembre 1992), è un cestista spagnolo.

## Palmarès
- Basketball Champions League: 1

Canarias: 2021-2022
- Coppa Intercontinentale: 2

Canarias: 2020, 2023